# Superliga Española de Hockey Hielo 1973/1974
Sezóna 1973/1974 byla 2. sezonou Španělské ligy ledního hokeje. Vítězem se stal Real Sociedad. 

## Týmy
- FC Barcelona
- CH Jaca
- CH Madrid
- Real Sociedad
- Club Gel Puigcerdà

## Konečná tabulka
| Poř | Tým           |
| --- | ------------- |
| 1   | Real Sociedad |
| 2   | etc...        |